# Xavier Samuel
Xavier Samuel (Victoria, Australia; 10 de diciembre de 1983) es un actor australiano conocido por su interpretación del vampiro Riley Biers en la película The Twilight Saga: Eclipse y por sus interpretaciones en las películas australianas September y Newcastle.

## Biografía
Es hijo de Clifford Samuel y Maree Samuel, tiene una hermana mayor llamada Bridget (directora de escena) y un hermano menor Benedict Samuel (escritor, productor y actor).
Xavier nació en Hamilton, Victoria y se crio en Adelaida, Australia del Sur.
En 2001 se graduó del Rostrevor College, también tomó clases de drama en el Christian Brothers College bajo la tutela de Amanda Portus. En 2005 asistió a Flinders University Drama Centre, donde estudió con el renombrado maestro de actuación profesor Julie Holledge.
Samuel sigue el fútbol australiano y es un defensor del Adelaide Crows de la AFL.
En 2010 fue pareja de Shermine Shahrivar, ganadora del Miss Europa en 2005. En 2012 formalizó con la actriz Emily Browning, también australiana y compañera de reparto en la película Plush.

## Carrera
Durante el mismo año, interpretó el papel de Tom hocico (The Wall) en la producción de Rostrevor College de William Shakespeare "Sueño de una noche de verano", así como en el papel de Belvile en la producción de CBC de Aphra Behn es el Rover (The Banished Cavaliers). Él interpretó a Hamlet en la producción de posgrado.

### Comienzo
Samuel hizo su debut en la TV Australiana en 2003, en el show McLeod’s Daughters. Protagonizó la película de terror Road Train, como Marcus, y participó en Drowning, junto a Miles Szanto, dirigida por Craig Boreham, ambas películas australianas. En 2009, fue elegido como Brent en la película de comedia/suspenso australiana The Loved Ones en el papel principal junto a Robin McLeavy. A pesar de que recibió varias nominaciones de premios, la película fue un fracaso financiero.

### Reconocimiento mundial
En julio de 2009 hizo el casting para interpretar al vampiro Riley Biers en The Twilight Saga: Eclipse, la tercera película de la saga de Stephenie Meyer, Crepúsculo. Xavier le ganó el papel a actores como Channing Tatum y Tom Felton quienes también audicionaron para el papel. La película le dio a Samuel su primer gran éxito taquillero a nivel mundial. Debido a este papel Xavier recibió su primera nominación a MTV Movie Awards en el año 2011. En una entrevista con GQ Australia en noviembre de 2010, Samuel describe su conmoción en el proceso de casting de para The Twilight Saga: Eclipse.
"Envié la cinta de la audición fuera de Sydney, la cual aterrizó en una gran pila de cosas sobre el escritorio de alguien. Así que escuchar algo acerca de eso fue un poco inusual. Supongo que fue como una apuesta, algo muy extraño y maravilloso "
En 2011 Xavier apareció en las películas Anonymous, Sanctuary (un corto) y A Few Best Men.

## Filmografía

### Cine
| Año  | Título                     | Personaje                                   | Notas                                                                               |
| ---- | -------------------------- | ------------------------------------------- | ----------------------------------------------------------------------------------- |
| 2022 | Elvis                      | Scotty Moore                                | junto a Austin Butler, Tom Hanks y Olivia DeJonge                                   |
| 2017 | A Few Less Men             | David Locking                               | junto a Ryan Corr, Saskia Hampele, Sacha Horler, Shane Jacobson y Liam Graham       |
| 2016 | Love and Friendship        | Reginald                                    | junto a Kate Beckinsale, Chloë Sevigny, Stephen Fry, James Fleet y Jemma Redgrave   |
| 2015 | Della Mortika              | Lt. Pasha Dimitrikov                        | corto - junto a Gigi Edgley, Dena Kaplan, Laura Brent y Noni Hazlehurst             |
| 2015 | Henry Joseph Church        | Owen                                        | junto a Britt Robertson, Eddie Murphy, Natascha McElhone, Lucy Fry y Madison Wolfe  |
| 2015 | Frankenstein               | -                                           | junto a Carrie-Anne Moss, Danny Huston, Tony Todd, Adam Nagaitis y Carol Anne Watts |
| 2014 | Fury                       | Teniente Parker                             | junto a Brad Pitt, Logan Lerman y Shia Labeouf                                      |
| 2014 | Healing                    | Paul Atherton                               | junto a Hugo Weaving, Robert Taylor, Justine Clarke y Anthony Hayes                 |
| 2013 | Plush                      | Enzo                                        | junto a Emily Browning, Cam Gigandet, Brandon Jay McLaren y Frances Fisher          |
| 2013 | Drift                      | Jimmy kelly                                 | junto a Sam Worthington, Lesley-Ann Brandt y Myles Pollard                          |
| 2013 | Adore                      | Ian                                         | junto a Robin Wright, Naomi Watts, Ben Mendelsohn y Sophie Lowe                     |
| 2012 | Bait                       | Josh                                        | junto a Phoebe Tonkin , Cariba Heine y Julian McMahon                               |
| 2012 | Sanctuary                  | Hermano/Novio                               | corto - junto a Tabrett Bethell, Peter McAllum y Heather Mitchell                   |
| 2012 | A Few Best Men             | David Locking                               | junto a Olivia Newton-John y Steve Le Marquand                                      |
| 2011 | Anonymous                  | Henry Wriothesley, III conde de Southampton | junto a Joely Richardson, Rhys Ifans y Vanessa Redgrave                             |
| 2010 | The Twilight Saga: Eclipse | Riley Biers                                 | junto a Bryce Dallas Howard                                                         |
| 2010 | Road Train                 | Marcus                                      | junto a Georgina Haig, Bobby Morley y Sophie Lowe                                   |
| 2009 | The Loved Ones             | Brent                                       | junto a Robin McLeavy y Jessica McNamee                                             |
| 2009 | Drowning                   | Dan                                         | corto - junto a Bren Foster y Tess Haubrich                                         |
| 2008 | Dream Life                 | Boyd                                        | junto a Sigrid Thornton y William Zappa                                             |
| 2008 | Newcastle                  | Fergus                                      | junto a Lachlan Buchanan y Rebecca Breeds                                           |
| 2007 | September                  | Ed Anderson                                 | junto a Clarence John Ryan, Sibylla Budd y Kieran Darcy-Smith                       |
| 2006 | Angela's Decision          | Will Turner                                 | junto a Rhiannon Owen                                                               |
| 2006 | 2:37                       | Theo                                        | junto a Teresa Palmer y Sam Harris                                                  |

### Series de televisión
| Año  | Título                   | Personaje     | Notas                          |
| ---- | ------------------------ | ------------- | ------------------------------ |
| 2017 | Seven Types Of Ambiguity | Simon Heywood | 6 episodios                    |
| 2003 | Mcleod's Daughters       | Jason         | episodio "Jokers to the Right" |

### Escritor
| Año  | Título       | Notas           |
| ---- | ------------ | --------------- |
| 2006 | Back In Five | obra - escritor |

### Teatro[5]
| Año       | Obra                     | Personaje | Director (a)      | Teatro                    | Notas                                                                      |
| --------- | ------------------------ | --------- | ----------------- | ------------------------- | -------------------------------------------------------------------------- |
| 2007      | Mercury Fur              | -         | Ben Packer        | Stables Theatre           | junto a Paul Ashcroft, Gareth Ellis, Luke Mullins y Aaron Orzech           |
| 2006—2007 | Osama the Hero           | -         | Syd Brisbane      | Old Fitzroy Hotel Theatre | junto a Jessica Beck, Terri Brabon y Suzannah McDonald                     |
| 2006      | Pan                      | -         | Joseph Couch      | Tower Theatre             | junto a Ben Borgia, Benjamin Winspear, Tim Major y Sam North               |
| 2006      | Two Weeks with the Queen | Colin     | Wayne Harrison    | Riverside Theatre         | junto a Mark Owen-Taylor, Nick Pelomis, Matthew Robinson y Kristian Schmid |
| 2005      | Hamlet                   | -         | John Green        | -                         | junto a Jessica Beck, Scott Fraser, Chris Olver y David Rock               |
| 2004      | Dreaming                 | -         | Toni Main         | -                         | junto a Jessica Barnden, Jamie Harding, Chris Olver y Robert Tompkins      |
| 2004      | Mud                      | -         | Tessa Leong       | -                         | junto a Noni Dunstone y Edward White                                       |
| 2004      | Talk Radio               | -         | Justin McGuinness | -                         | junto a Jessica Beck, Alastair Brown, Julia Fry y Brendan Rock             |
| 2002      | Cold Snap                | -         | -                 | Matthew Flinders Theatre  | junto a Jessica Beck, Scott Fraser, Chris Olver y David Rock               |
| 2002      | Wreckers                 | -         | Joh Hartog        | -                         | junto a Jessica Beck, Scott Fraser, Chris Olver y David Rock               |

## Premios y nominaciones
| Año  | Premio             | Categoría                                                                                   | Película                   | Resultado |
| ---- | ------------------ | ------------------------------------------------------------------------------------------- | -------------------------- | --------- |
| 2011 | MTV Movie Awards   | Mejor Pelea (compartido con los miembros del elenco Bryce Dallas Howard y Robert Pattinson) | The Twilight Saga: Eclipse | Ganador   |
| 2011 | MTV Movie Awards   | Mejor Estrella Emergente                                                                    | The Twilight Saga: Eclipse | Nominado  |
| 2011 | Teen Choice Awards | Estrella Revelación Masculina en Película                                                   | The Twilight Saga: Eclipse | Nominado  |